# مهابهاراتا (فلم)
مهابهاراتا هو فيلم تحريك حاسوبي تاريخي هندي من إخراج أمان خان، وقصته مستوحاة من الملحمة الهندية التي تحمل نفس الاسم. الفيلم من إنتاج كوشال غادا و‌دافال غادا، صدر الفيلم في عيد الميلاد يوم 27 ديسمبر 2013. وبطولة عدة ممثلين من بينهم أميتاب باتشان و‌أجاي ديفجان و‌فيديا بالان و‌سوني ديول و‌أنيل كابور و‌جاكي شروف و‌مانوج باجباي و‌ديبتي نافال. ويعد الفيلم هو أعلى أفلام التحريك الحاسوبي تكلفة في بوليوود.

## روابط خارجية
- مقالات تستعمل روابط فنية بلا صلة مع ويكي بيانات

- قالب:Bollywoodhungama